# Lokales Void
Als Lokales Void (engl. Local Void) wird eine ausgedehnte leere Region des Weltraums bezeichnet, die direkt an die Lokale Gruppe angrenzt. Das Lokale Void wurde 1987 von R. Brent Tully und Rick Fischer entdeckt und besteht aus drei separaten Sektoren, die durch dünne Filamente getrennt sind. Das genaue Ausmaß der Region ist nicht bekannt, beträgt jedoch Schätzungen zufolge zwischen 45 Millionen und 70 Millionen Parsec (150–230 Millionen Lichtjahre). Im Lokalen Void scheinen sich deutlich weniger Galaxien zu befinden, als kosmologisch zu erwarten wäre.

## Lage und Ausdehnung
Leerräume sind Ergebnis der Art, wie die Schwerkraft Materie im Universum „zusammenklumpen“ lässt. Galaxien werden in Cluster und Ketten getrieben, die durch Regionen getrennt werden, die meist keine Galaxien enthalten.
Astronomen haben zuvor bemerkt, dass sich die Milchstraße in einer großen, flachen Anordnung von Galaxien befindet, die als „Lokales Blatt“ (engl. Local Sheet) bezeichnet wird und das Lokale Void begrenzt. Das Lokale Void erstreckt sich ungefähr 60 Megaparsecs (MPc) und beginnt am Rand der Lokalen Gruppe. Es wird angenommen, dass der Abstand von der Erde zum Zentrum des Lokalen Voids mindestens 23 MPc beträgt.
Die Größe des Lokalen Voids wurde aufgrund einer isolierten Zwerggalaxie berechnet. Je größer und leerer ein Void ist, desto schwächer ist ihre Schwerkraft und umso schneller sollte sich die Zwerggalaxie aus dem Void in Richtung von Materiekonzentrationen bewegen. Dunkle Energie wurde als alternative Erklärung für die schnelle Verdrängung der Zwerggalaxie vorgeschlagen.
Ein früheres „Hubble Bubble“-Modell, basierend auf gemessenen Geschwindigkeiten von Supernovae vom Typ Ia, ließ ein relatives Void rund um die Milchstraße vermuten. Eine kürzlich durchgeführte Analyse dieser Daten deutete jedoch darauf hin, dass interstellarer Staub zu irreführenden Messungen geführt hatte.
Mehrere Autoren haben gezeigt, dass das lokale Universum in einem Radius von bis zu 300 MPc von der Milchstraße um 15–50 % weniger dicht ist als die umliegenden Gebiete. Dies wird als Lokales Void oder Lokales Loch bezeichnet. In einigen Medienberichten wurde diese auch als KBC-Void bezeichnet, obwohl dieser Name in anderen Publikationen nicht verwendet wurde.

## Effekte auf die Umgebung
Wissenschaftler glauben, dass das Lokale Void wächst und die nächste extragalaktische Region, die eine Wand des Voids bildet, sich mit 260 Kilometern pro Sekunde vom Zentrum des Voids entfernt. Konzentrationen von Materie ziehen sich normalerweise zusammen, wodurch ein größeres Void entsteht, aus dem die Materie abwandert. Das Lokale Void ist in allen Richtungen gleichmäßig von Materie umgeben, mit Ausnahme eines Sektors, in dem es nichts gibt, was dazu führt, dass diesem Sektor mehr Materie entzogen wird. Die Wirkung auf die nahe gelegene Milchstraße ist erstaunlich groß. Die Geschwindigkeit, mit der sich die Milchstraße von dem lokalen Void entfernt, beträgt 270 Kilometer pro Sekunde.

## Galaxien im lokalen Void
| Galaxie       | Typ     | Entfernung (Lj) | Rotverschiebung | Quelle |
| ------------- | ------- | --------------- | --------------- | ------ |
| ESO 461-36    | dIrr    | 11 Millionen    | 0,001425        | [ 13 ] |
| NGC 6503      | SA(s)cd | 18 Millionen    | 0,000083        | [ 14 ] |
| UGCA 433      | Im      | 21 Millionen    | 0,002765        | [ 15 ] |
| MCG-01-57-015 | IBm     | 24 Millionen    | 0,002966        | [ 15 ] |
| NGC 7077      | E       | 36 Millionen    | 0,003843        | [ 15 ] |
| MCG-01-41-006 | dIrr    | 42 Millionen    | 0,002770        | [ 13 ] |
| MCG-02-41-001 | SAB(r)b | 48 Millionen    | 0,003252        | [ 15 ] |